# Jerslev Sjælland
Jerslev er en by i Lille Fuglede Sogn, Ars Herred, (tidligere Holbæk Amt, senere Vestsjællands Amt) nu næsten sammenvokset med Ubby.

## Historie
Jerslev nævnes første gang 8. juni 1199 i Sorøbogen som Curiam Erixleffue, senere 29. september 1428 som Jersløw og i Kronens Skøder 27. april 1569 som Jersløf.
Jerslev landsby bestod i 1682 af 15 gårde og 1 hus uden jord. Det samlede dyrkede areal udgjorde 547,5 tønder land, skyldsat til 128,50 tønder hartkorn. Dyrkningsformen var trevangsbrug.
I 1872 blev byen beskrevet således: "Jerslev med Skole".

### Stationsbyen
Da Slagelse-Værslev-banen blev anlagt i 1898, blev en jernbanestation åbnet i Jerslev. Postvæsenet kaldte byen Jerslev Sj. og senere Jerslev Sjælland for at kende den fra Jerslev J i Jylland, Ved århundredeskiftet blev forholdene beskrevet således: " Jerslev med Skole og Købmand (lige N. for Byen skal der være Station paa Slagelse-Værslevbanen)."
Efter oprettelsen af stationen voksede en lille stationsby frem: i 1916 havde byen 126 indbyggere.
Jerslev stagnerede i mellemkrigstiden og begyndte først at vokse efter 2. verdenskrig: i 1921 havde byen 93 indbyggere, i 1925 162, i 1930 130, i 1940 258, i 1945 300, i 1950 364, i 1955 356, i 1960 389 indbyggere og i 1965 369 indbyggere.

### Efter kommunalreformen 1970
Helt frem til kommunalreformen i 1970 udgjorde Jerslev og vejbyen Ubby to adskilte bysamfund, selvom de kun lå med 1½ kms mellemrum. Først senere skete er en mere eller mindre udpræget sammenvoksning som følge af byplanlægning, og de to byer regnes nu som et bysamfund.